# David Williamson
Pour les articles homonymes, voir David Williamson (homme politique) et Williamson.
David Keith Williamson (né le 19 février 1942) est l'un des dramaturges australiens les plus connus. Il a également écrit des scénarios et des téléfilms. 

## Biographie
Il est né à Melbourne mais a été élevé à Bairnsdale. Il a d'abord étudié le génie mécanique à l'Université de Melbourne à partir de 1960. Ses premières incursions dans le théâtre comme acteur et scénariste ont été pour la Revue des ingénieurs au Théâtre de l'Union de l'Université au début des années 1960.  
Après avoir obtenu son diplôme de l'Université Monash en 1965, il travaille un court moment  comme ingénieur à la General Motors Holden. Après un passage comme chargé de cours à l'Université Swinburne, il se tourne vers l'écriture de scénarios en 1967. 
Williamson accède à la notoriété dans les années 1970, avec des œuvres telles que "Don's Party" (porté à l'écran en 1976), une comédie se déroulant lors d'une élection fédérale australienne, et The Removalists (1971). Il a également collaboré aux scénarios de Gallipoli (1981) et "L'Année de tous les dangers" (The Year of Living Dangerously) (1982). Les œuvres de Williamson se concentrent sur les thèmes de la politique, la loyauté et la famille dans l'Australie contemporaine urbaine, en particulier dans deux de ses grandes villes, Melbourne et Sydney. 
Ses principales œuvres comprennent "The Club", "The Department", "Travelling North", "The Perfectionist", "Emerald City", "Money and Friends" et "Brilliant Lies". 
Ses œuvres récentes incluent "Dead White Males", une approche satirique du postmodernisme et de l'éthique universitaire, "Up for Grabs", avec Madonna comme vedette Madonna pour la première londonienne et le "Jack Manning Trilogy" ("Face To Face", "Conversation", "Charitable Intent"). 
Ces dernières années il a alterné entre les grandes œuvres (comme "Soul Mates", "Amigos" et "Influence" - toutes jouées en première par la compagnie de théâtre de Sydney) et les petites (comme la trilogie Manning, "Flatfoot" et "Operator", dont les premières ont été jouées au Théâtre Ensemble). Toutefois, en 2005, il a annoncé sa retraite de grandes œuvres. 
Williamson a joué un rôle dans la fondation d'un festival culturel dans le comté de Noosa, au Queensland, intitulé "Longweekend Noosa Festival".

## Récompenses
- 1971- British George Divine Award
- 1972 - Australian Writers Guild Awgie
- 1995 - Human Rights and Equal Opportunity Commission (en) Drama Award[1]

## Œuvres
- The Coming of Stork (1970)
- The Removalists (1971)
- Don's Party (1971)
- Jugglers Three (1972)
- What If You Died Tomorrow? (1973)
- The Department (1975)
- A Handful of Friends (1976)
- The Club (1977)
- Travelling North (1979)
- Celluloid Heroes (1980)
- The Perfectionist (1982)
- Sons of Cain (1985)
- Emerald City (1987)
- Top Silk (1989)
- Siren (1990)
- Money and Friends (1991)
- Brilliant Lies (1993)
- Sanctuary (1994)
- Dead White Males (1995)
- Heretic (1996)
- Third World Blues (1997, )
- After The Ball (1997)
- Corporate Vibes (1999)
- Face to Face (2000)
- The Great Man (2000)
- Up for Grabs (2001)
- A Conversation (2001)
- Charitable Intent (2001)
- Soulmates (2002)
- Amigos (2004)
- Influence (2005)
- Scarlett O'Hara at the Crimson Parrot (2008)
- Let The Sunshine[2] (2009)